# カッジャーノ
カッジャーノ（伊: Caggiano）は、イタリア共和国カンパニア州サレルノ県にある、人口約2,700人の基礎自治体（コムーネ）。

## 地理

### 位置・広がり

#### 隣接コムーネ
隣接するコムーネは以下の通り。
- アウレッタ
- ペルトーザ
- ポッラ
- サルヴィテッレ
- サンタンジェロ・レ・フラッテ (PZ)
- サヴォイア・ディ・ルカーニア (PZ)
- ヴィエトリ・ディ・ポテンツァ (PZ)

## 行政

### 分離集落
カッジャーノには、以下の分離集落（フラツィオーネ）がある。
Mattina, Calabri